# Lyonia alpina
Lyonia alpina är en ljungväxtart som beskrevs av Ignatz Urban och Ekman. Lyonia alpina ingår i släktet Lyonia och familjen ljungväxter. Inga underarter finns listade i Catalogue of Life.